# 二氰乙炔
二氰乙炔(Dicyanoacetylene)，又称为低氮化碳或2-丁炔二腈（IUPAC命名法），是一种氮元素与碳元素形成的化合物，化学式为C4N2。这种分子的空间构型为直线形：N≡C−C≡C−C≡N（通常可以简写成NC4N），叁键与单键交替连接形成共轭体系。它可以看做乙炔中的两个氢原子被两个氰基所取代的产物。
在室温下，二氰乙炔是一种澄清的液体。由于它的标准摩尔生成焓正值很大，是一种吸热化合物，它可以爆炸并生成碳粉和氮气。二氰乙炔在常壓氧气中燃烧产生蓝白色的火焰，温度高达5261K (4990°C，9010°F)，在臭氧中燃燒溫度更可達5516K (5243°C，9469°F)，该火焰的温度比任何已知物质都要高。

## 制备
将氮气通过加热到2673至3000K的石墨可以制得二氰乙炔：
{\displaystyle {\rm {\ 4C+N_{2}{\xrightarrow {2673-3000K}}C_{4}N_{2}}}}

## 燃燒反應
{\displaystyle {\rm {(C_{4}N_{2})_{g}+2O_{2}\xrightarrow {\triangle } 4CO+N_{2};\triangle H=+254.6kcal/mol}}}
{\displaystyle {\rm {(C_{4}N_{2})_{g}+{\dfrac {4}{3}}O_{3}\xrightarrow {\triangle } 4CO+N_{2};\triangle H=+299.9kcal/mol}}}

## 有机化学试剂
二氰乙炔是一种强亲双烯体，因为氰基具有强的吸电子诱导效应和吸电子共轭效应，因此它在Diels-Alder反应中可用于与不活泼的双烯体反应。它甚至能与芳香性的化合物均四甲苯（1,2,4,5-四甲基苯）发生加成反应得到双环辛三烯（bicyclooctatriene）衍生物。只有最活泼的亲双烯体可以进攻这些稳定的芳香化合物。

## 外层空间
红外光谱证实，土卫六的大气层中存在固态的二氰乙炔。伴随着土卫六的季节变化，这种化合物周期性的凝固和熔化，这使得地球上的科学家研究土卫六的天气成为可能。
截止2006年，在星际介质中检测二氰乙炔是不可能的，因为它的对称性导致没有转动光谱信号。然而，结构类似却不对称的分子（例如氰基乙炔）已经被发现，因此科学家猜测这种环境中也存在二氰乙炔。